# Pat Thrall
Patrick Thrall (San Francisco, 26 agosto 1953) è un chitarrista statunitense.
È noto per la collaborazione con Pat Travers, Glenn Hughes e gli Asia; ha inoltre collaborato con Francesco De Gregori nell'album Scacchi e tarocchi.

## Discografia
Stomu Yamashta
- Go (chitarra; 1976)

Automatic Man
- Automatic man (chitarra, voce; 1976)
- Visitors (chitarra; 1977)

Pat Travers
- Heat in the Street (chitarra; 1978)
- Go for What You Know (chitarra; 1979)
- Crash & Burn (chitarra; 1980)
- Live in Concert (chitarra; 1980)
- Radio Active (chitarra; 1981)

Hughes/Thrall
- Hughes/Thrall (chitarra, chitarra sintetizzata; 1982)

Asia
- Live in Moscow (chitarra; 1990)
- Now Nottingham Live (chitarra; 1997)
- Aura (chitarra; 2001)

Meat Loaf
- Bat Out of Hell II (chitarra, percussioni; 1992)
- Welcome to the Neighbourhood (chitarra; 1995)
- Live Around the World (chitarra; 1996)

Glenn Hughes
- Feel (chitarra, co-produttore; 1995)

Praxis
- Mold (chitarra; 1998)

Joe Satriani
- Engines of Creation (basso; 2000)

MTV's Wuthering Heights
- MTV's Wuthering Heights (chitarra, produzione; 2003)